# Dicaeum cruentatum
El picaflores dorsirrojo es una especie de ave paseriforme de la familia Dicaeidae. Es propia del Sureste Asiático, estando ampliamente extendida desde India hasta China y de Nepal hasta Indonesia.

## Subespecies
Se reconocen las siguientes subespecies:
- Dicaeum cruentatum cruentatum
- Dicaeum cruentatum ignitum
- Dicaeum cruentatum sumatranum
- Dicaeum cruentatum batuense
- Dicaeum cruentatum simalurense
- Dicaeum cruentatum niasense
- Dicaeum cruentatum nigrimentum